# Вилистон (Јужна Каролина)
Вилистон (енгл. Williston) град је у америчкој савезној држави Јужна Каролина.

## Демографија
По попису из 2010. године број становника је 3.139, што је 168 (-5,1%) становника мање него 2000. године.
| Група             | 2000.         | 2010.         |
| Белци             | 1.672 (50,6%) | 1.353 (43,1%) |
| Афроамериканци    | 1.571 (47,5%) | 1.695 (54,0%) |
| Азијати           | 0 (0,0%)      | 7 (0,2%)      |
| Хиспаноамериканци | 27 (0,8%)     | 36 (1,1%)     |
| Укупно            | 3.307         | 3.139         |